# جيروم والتون
جيروم والتون (بالإنجليزية: Jerome Walton)‏ هو لاعب كرة قاعدة أمريكي، ولد في 8 يوليو 1965 في نيونان في الولايات المتحدة.

## وصلات خارجية
- جيروم والتون على موقع دوري كرة القاعدة الرئيسي (الإنجليزية)
- جيروم والتون على موقعبيزبول رفرنس.كوم (الدوري الرئيسي) (الإنجليزية)
- جيروم والتون على موقعبيزبول رفرنس.كوم (الدوري الثانوي) (الإنجليزية)
- جيروم والتون على موقع مشجعي الرسوم البيانية (الإنجليزية)